# Uni (urzędnik)
| E34 · n | i |

| E34 · n | i |

| wn · n | i | A50 |

| wn · n | i | A50 |

Uni (Unj, Una, Weni, Wnj) – egipski urzędnik dworski i wysoki dowódca wojskowy z początkowego okresu panowania VI dynastii, poddany i zaufany Pepiego I i jego syna Merenre I.
Początkowo był urzędnikiem królewskim niskiej rangi, pełniącym urząd przełożonego drobnych rolników. Cieszył się już wówczas zaufaniem władcy Pepiego I, który wyznaczył go do zbadania sprawy spisku haremowego, zainicjowanego przez Nubunet, pierwszą żonę władcy, a skierowanego przeciwko panującemu. Jego zdolności i zasługi zostały wysoko ocenione przez władcę, gdyż następnie przeszedł z administracji do wojska i został wyznaczony na dowódcę wypraw wojennych do południowej Palestyny i na Synaj, stając na czele wielotysięcznych oddziałów zebranych z całego Egiptu. Poprowadził 5 wypraw przeciwko Beduinom, nie osiągnął jednak pełnego sukcesu, postanowił umieścić swoje oddziały na statkach i zaatakować wroga od tyłu. Oddziały egipskie wylądowały w południowej Palestynie, zaatakowały niespodziewanie Beduinów i zniszczyły ich doszczętnie. W wyprawach tych Uni ponownie dowiódł swoich umiejętności, zapewniając na dłuższy czas spokój znajdującym się na Synaju, ważnym dla gospodarki Egiptu kopalniom miedzi. Za swoje osiągnięcia został mianowany gubernatorem Górnego Egiptu przez następnego władcę Merenre I. Wtedy też wyprawił się, z polecenia faraona, w swoją ostatnią misję do Nubii celem pozyskania materiałów budowlanych, potrzebnych do budowy piramidy władcy. Próbował także przekopać 5 kanałów w ciągu jednego roku dla ominięcia I katarakty, aby umożliwić statkom egipskim podróż w górę rzeki. Zamiar ten jednak nie powiódł się z powodu gwałtowności nurtu rzecznego.
Przebieg kariery kazał wyryć na ścianach kaplicy grobowej przy swojej mastabie w Abydos. Jest to obecnie najstarsza znana autobiografia egipskich, „pierwsze prawdziwie literackie dzieło starożytnego Egiptu” (Schneider), obejmujące rządy od Tetiego do Merenre I.